# Aia (manzana)
Aia es el nombre de una variedad cultivar de manzano (Malus domestica). Esta manzana está cultivada en diversos viveros entre ellos algunos dedicados a conservación de árboles frutales en peligro de desaparición. La manzana 'Aia' es originaria de Guipúzcoa, y actualmente se cultiva debido a su sabor soso para manzana de elaboraciones culinarias, y muy apreciada en la elaboración de sidra.

## Sinónimos
- "Manzana Aia",
- "Aia Sagarra".[6][7]

## Historia
'Aia' es una variedad de manzana cultivada en el País Vasco, variedad del término municipal de Aia en el parque natural de Pagoeta (algunos la relacionan con la variedad "Saluate"). Está considerada incluida en las variedades locales autóctonas muy antiguas, cuyo cultivo se centraba en comarcas muy definidas, y se caracterizaban por su buena adaptación a sus ecosistemas y podrían tener interés genético en virtud de su adaptación. Estas se podían clasificar en dos subgrupos: de mesa o de cocina, y de sidra (aunque algunas tenían aptitud mixta). Es muy apreciada como manzana para elaboraciones culinarias por su sabor soso, y muy importante en la elaboración de sidra en el país vasco por su sabor soso pero con mucho jugo.
'Aia' es una variedad mixta, clasificada como muy buena en la elaboración de sidra, también se utiliza como manzana de elaboraciones culinarias por su sabor soso; difundido su cultivo en el pasado por los viveros comerciales y cuyo cultivo en la actualidad se ha reducido a huertos familiares. Variedad presente en Guipúzcoa.

## Características
El manzano de la variedad 'Aia' tiene un vigor alto, es árbol de mediana producción; florece a finales de abril.
La variedad de manzana 'Aia' tiene un fruto de tamaño mediano; forma redondeada asimétrica, algo cónica; piel gruesa, dura, bastante áspera; con color de fondo verde amarillento, siendo el color del sobre color rojo en chapa en la cara soleada con algunas pinceladas en rojo más intenso, con algunas lenticelas grises, y algunas manchas pequeñas de "ruginoso"/"russetting", siendo la sensibilidad al "ruginoso"/"russetting" (pardeamiento áspero superficial que presentan algunas variedades) bajo; pedúnculo de tamaño muy corto, grueso, y duro, anchura de la cavidad peduncular apenas perceptible, profundidad de la cavidad peduncular poco profunda con ruginoso en la pared; cáliz pequeño y cerrado, profundidad de la cav. calicina poco profunda, de anchura pequeña, y ruginoso débil.
Carne de color blanco, con textura dura, de mucho zumo, y poco aroma; el sabor característico de la variedad, insípido; corazón de tamaño medio, desplazado. Eje abierto. Cavidades casi imperceptibles. Semillas aristadas, puntiagudas, de tamaño medio, color marrón claro uniforme.
La manzana 'Aia' tiene una época de recolección tardía a principios de otoño, madura en octubre, de larga duración. Tiene uso mixto pues se usa como manzana en elaboraciones culinarias, y también como manzana para la elaboración de sidra, como manzana sidrera es una variedad muy apreciada por ser una manzana de sabor soso, pero muy jugosa.